# Смертельні перегони
«Смертельні перегони» (англ. Death Race) — ремейк американського фільму Пола Бартеля «Смертельні перегони 2000». Світова прем'єра відбулася 22 серпня 2008 року.

## Сюжет
На початку двадцять першого століття настала глобальна економічна криза. Масове безробіття спровокувало зростання злочинності. В'язниці переведені на самозабезпечення та заробляють гроші самостійно.
Одна з в'язниць, під керівництвом директора Хеннессі проводить серед ув'язнених гонки на виживання. Приз п'ятикратного переможця — свобода. Багатомільйонна аудиторія, яка спостерігає за трансляцією в прямому ефірі, приносить Хеннессі величезні доходи.
Під час одного із заїздів в аварії гине Франкенштейн — фаворит перегонів і улюбленець публіки. Не бажаючи втрачати глядачів, Хеннессі оголошує, що Франкенштейн поранений і перебуває в госпіталі, а сама починає шукати нову людину на його місце. Оскільки Франкенштейн виступає в масці, єдина вимога до кандидата висока майстерність водіння.
Колишній автогонщик Дженссен Еймс (Джейсон Стейтем), звільнений з заводу, одного разу застає в своєму домі людину в масці, яка вбиває його дружину, присипляє самого Еймса і вкладає закривавлений ніж йому в руку. Поліція заарештовує Дженссена за вбивство і направляє у в'язницю Хеннессі — Термінал Айленд.
Хеннессі пропонує Еймсу угоду. Він повинен проводити для неї заїзди під маскою Франкенштейна. При цьому інші гонщики не знають, що під маскою ховається вже інша людина і діють проти Еймса вкрай агресивно.
Правила гонки прості, необхідно доїхати до фінішу, знищивши найбільшу кількість суперників. Машини обладнані вогнепальною зброєю, димовою завісою, розпилювачем мастила та іншими пристосуваннями, при цьому їхнє використання проводиться тільки після дозволу організаторів перегонів. Екіпаж машини складається з пілота та штурмана.
Під час підготовки до гонки, Еймс впізнає в одному із суперників вбивцю своєї дружини. Під час гонки він розбиває машину, після чого вбиває Паченка (вбивця його дружини) своїми руками. При цьому він розуміє, що вбивство було організоване за наказом Хеннессі, для якої це був єдиний спосіб отримати професійного гонщика.
Під час гонки Еймс розуміє, що для Хеннессі головне видовище, а Франкенштейн загинув не випадково, а через дії свого штурмана Кейс. Розуміючи, що звільнення він не доб'ється, Еймс вирішує діяти самостійно. Він домовляється з Джозефом Мейсоном — єдиним конкурентом Франкенштейна.
Під час останнього для Франкенштейна заїзду, охорона в'язниці мінує машину Еймса, щоб у потрібний момент підірвати її, імітуючи аварію. Однак механіки з команди Франкенштейна виявляють диверсію, рятуючи життя Еймса. Хеннессі підписує папери на звільнення і передає Еймс, щоб продемонструвати йому свою чесність. Під час гонки Еймс і Мейсон зображують змагання, при цьому вичікуючи зручного моменту. Коли він представляється, Мейсон стріляє, проте не в Еймса, а мимо, пробиваючи огорожу. Еймс і Мейсон проїжджають в пролом і залишають в'язницю. Послана за ними погоня не може наздогнати професійних водіїв на гоночних машинах, озброєних до зубів і Хеннессі викликає вертольоти в погоню. Їм вдається перехопити машини, проте Мейсон і Еймс встигають зникнути. Еймс вистрибує з машини і ховається, а Кейс одягає маску і здається охороні, даючи їм час для втечі. Механіки упаковують бомбу, закладену в машину Еймса, в подарункову коробку, і посилають Хеннессі. Після її смерті Еймс, має при собі наказ на звільнення, і є чистий перед законом…

## У ролях
| Актор           | Роль                               |
| --------------- | ---------------------------------- |
| Джейсон Стейтем | Дженсен Еймс                       |
| Джоан Аллен     | Геннессі                           |
| Тайріз Гібсон   | Джозеф Мейсон або «Кулеметник Джо» |
| Іян Макшейн     | «Тренер»                           |
| Джейкоб Варгас  | «Бомба»                            |
| Фредерік Кеглер | «Ботан»                            |
| Наталі Мартінез | Кейс                               |
| Макс Раян       | Паченко                            |
| Джейсон Кларк   | Ульріх                             |
| Роберт ЛаСардо  | Гектор Грімм ака «Смерть»          |
| Робін Шу        | 14К                                |
| Джастін Мейдер  | Тревіс Кольт                       |

## Касові збори
Бюджет фільму склав 45 000 000 $. У перші вихідні зібрав 12 621 090 $ (третє місце). У прокаті з 22 серпня по 16 жовтня 2008, найбільше число показів в 2586 кінотеатрах одноразово. За час прокату зібрав в світі 75 677 515 $ (72 місце за підсумками року) з них 36 316 032 $ в США (79 місце за підсумками року) і 39 361 483 $ в світі. У країнах СНД фільм ішов з 11 вересня по 26 жовтня 2008 і зібрав 6 734 425 $.
Під час показу в Україні, що розпочався 28 серпня 2008 року, протягом перших вихідних фільм демонстрували на 57 екранах, що дозволило йому зібрати $391,138 і посісти 1 місце в кінопрокаті того тижня. Фільм залишився на першій сходинці українського кінопрокату наступного тижня, хоч вже демонструвався на 56 екранах і зібрав за ті вихідні ще $186,838. Загалом фільм в кінопрокаті України пробув 8 тижнів і зібрав $966,710, посівши 17 місце серед найбільш касових фільмів 2008 року.

## Цікаві факти
- Щоб відтворити тюремний побут більш переконливо, Пол Андерсон і Джейсон Стейтем відвідували Коркоран — в'язницю суворого режиму неподалік від Лос-Анджелесу.
- Jensen Interceptor — автомобіль, в честь якого був названий Дженссен Еймс головний герой фільму.